# Sd.Kfz. 233
Schwerer Panzerspähwagen (7,5 cm) Sd. Kfz. 233 или «Штуммель» — немецкий восьмиколёсный тяжелый бронеавтомобиль периода Второй мировой войны, разработанный в 1942 году компанией Bussing-Nag и входящий в семейство бронемашин Schwerer Panzerspähwagen. Иногда его называют «Штуммелем» из-за его орудия, аналогичного Sd. Kfz. 251/9. 

## История
Бронеавтомобиль разработан в 1942 году на основе Sd. Kfz. 233 (8-Rad) для осуществления артиллерийской поддержки разведывательных батальонов, которые зачастую испытывали трудности в прохождении через укреплённые позиции. Для этих целей на бронемашину было установлено короткоствольное орудие 7,5-см K51/L24. После 1943 года постепенно заменялись на Sd.Kfz.234/3.

## Производство
С декабря 1942 по октябрь 1943 было произведено 135 единиц на заводе Büssing и ещё 10 переоборудованы из Sd. Kfz. 263, после 1943 года производственные линии были переоборудованы для производства Sd.Kfz.234.

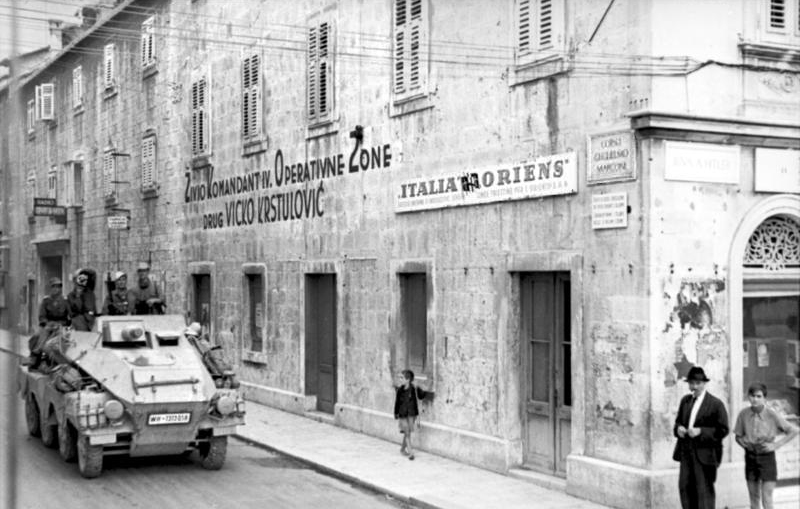
Sd. Kfz. 233 дивизии СС «Принц Ойген» в Сплите.

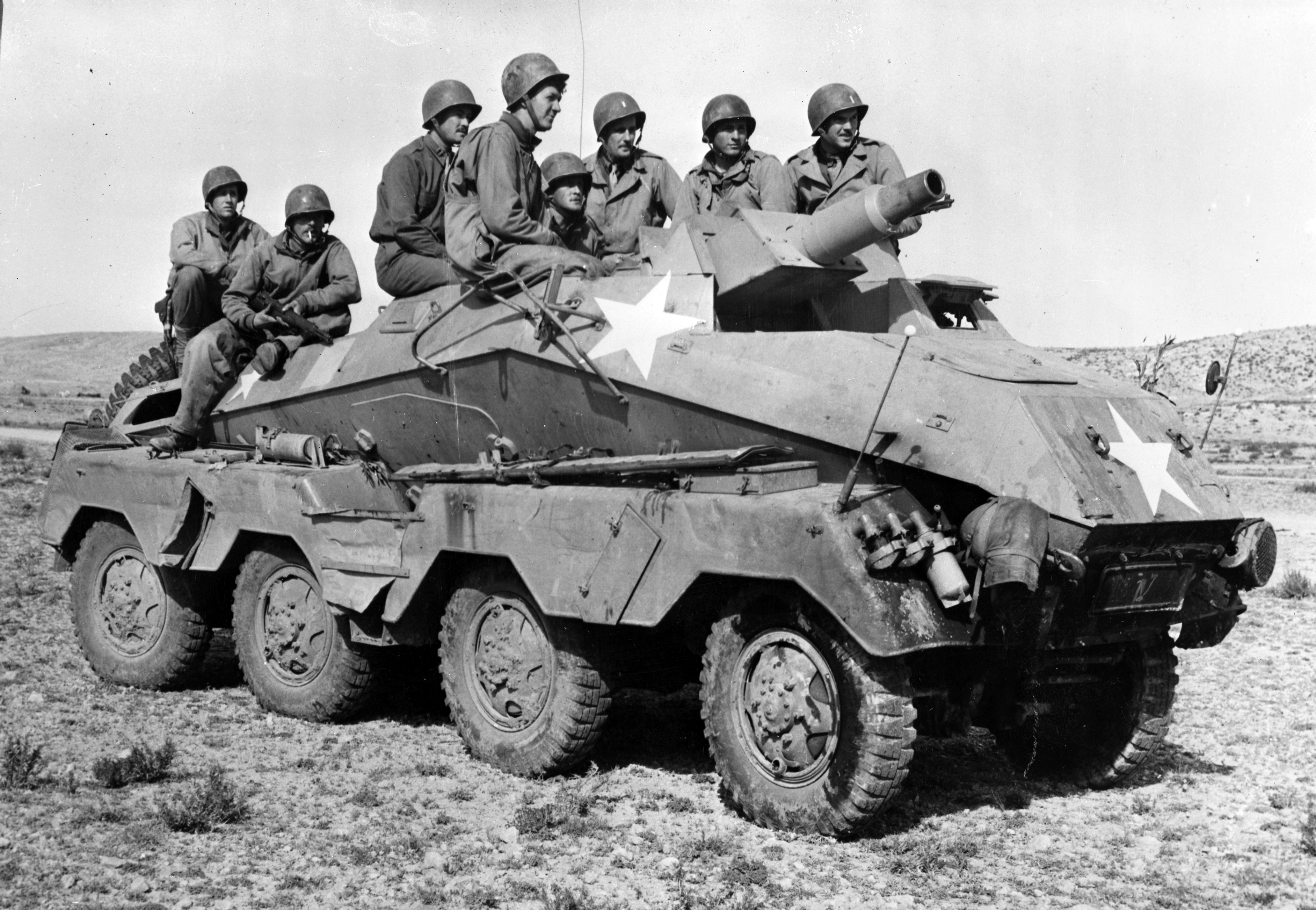
Бронемашина захваченная американскими войсками в Тунисе

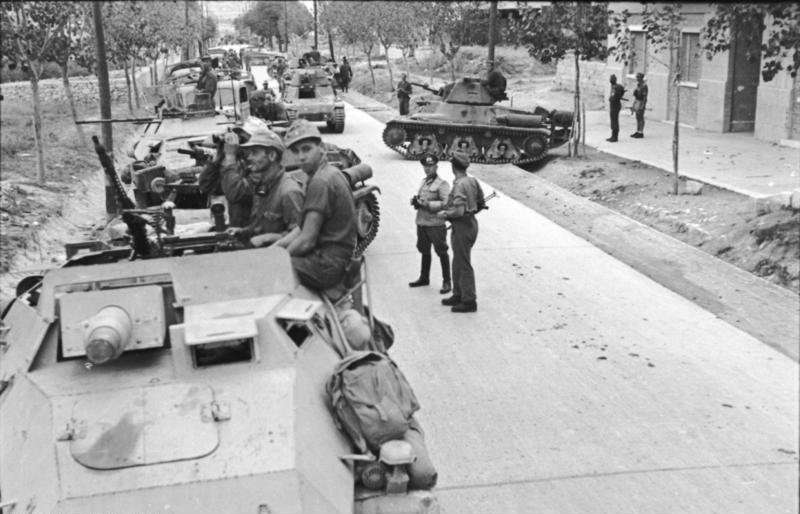
Sd. Kfz. 233 дивизии СС «Принц Ойген» в Сплите.

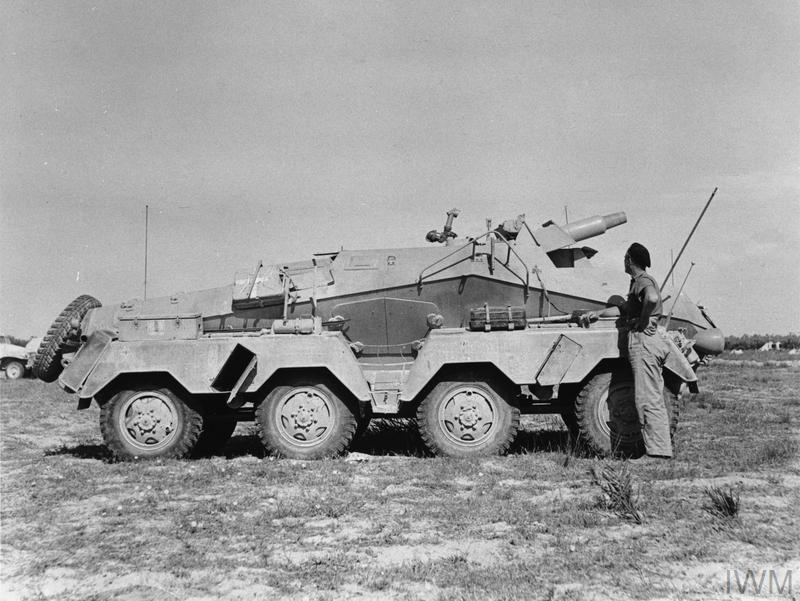
Sd. Kfz. 233 захваченный англичанами в 1945 году

| Год  | Январь | Февраль | Март | Апрель | Май | Июнь | Июль | Август | Сентябрь | Октябрь | Ноябрь | Декабрь |
| ---- | ------ | ------- | ---- | ------ | --- | ---- | ---- | ------ | -------- | ------- | ------ | ------- |
| 1942 | 0      | 0       | 0    | 0      | 0   | 0    | 10   | 0      | 6        | 10      | 0      | 0       |
| 1943 | 0      | 0       | 15   | 0      | 15  | 0    | 15   | 15     | 15       | 25      | 0      | 0       |

## Конструкция и вооружение
Sd. Kfz. 233 представляет собой бронеавтомобиль 8х8, основанный на Sd. Kfz. 233 (8-Rad) и имеющий открытую надстройку. Главной особенностью является 7.5 см орудие K51, которое является слегка модифицированной версией Kwk 37. Орудие имело длину 1762 мм и массу 400 кг с максимальной дальностью 6200 м, скорострельность составляла 12-15 выстрелов в минуту, поворот вертикально от -4° до +20°, горизонтально 12° вправо и 9° влево. С левой стороны пушки ставился телескопический прицел 5-кратного увеличения Sfl.ZF 1B. Также бронемашина оснащалась пулемётом 7.92 мм MG 42, который устанавливался на подвижной опоре рядом с орудием. Боекомплект состоял из 32 снарядов и 10 магазинов для пулемёта в сумме на 1500 патрон. Для ведения ближнего боя экипажу выдавались MP 38 или MP 40 с 32 магазинами для них, также выдавались несколько ручных гранат Stielhandgranate 24. Экипаж состоит из трёх человек: водителя, сидящего слева, наводчика и заряжающего. На лобовой части находится аварийный люк для водителя.

## Оснащение
Бронемашина оснащена двумя огнетушителями, двумя лопатами и несколькими ящиками с инструментами, а также радиосистемой FuG. А. Электрическая система состояла из двух свинцовых аккумуляторов Bosch с ёмкостью 90 А·ч и выдающих напряжение 12 В и была подключена к генератору компании Siemens мощностью 1200 Вт.  На боковых крыльях также устанавливались дымовые шашки.

## Движение
На Sd. Kfz. 233 устанавливался улучшенный по сравнению с Sd. Kfz. 231 (8-Rad) двигатель Büssing-NAG L8V/GS180 объёмом 8363 см² и мощностью 180 л.с п 3000 об/мин и два топливных бака по 118 и 32 литра соответветствено. Запас хода 320 км по шоссе, по бездорожью 170 км, максимальная скорость составила 85 км/ч. Также оно был оснащён шинами с самоуплотняющимися камерами низкого давления, защищающих от небольших проколов. Поскольку бронеавтомобиль имел открытую надстройку, во владении экипажа также был водонепроницаемый брезент.

## Броня
Броня в основном аналогична Sd. Kfz. 231 (8-Rad), она представляет собой сваренные между собой катаные гомогенные броневые листы толщиной до 8 мм. Верхняя надстройка также имеет толщину 8 мм. Такое бронирование позволяет защититься от снаряда 7.92 мм на расстоянии 30-40 м. Некоторые экипажи на полях устанавливали 10-мм бронеэкран Zusatzpanzer, однако он не являлся частью заводской комплектации, так как приводил в имбалансу машины.

## Варианты
- Fünfte Serie — пятая серия бронеавтомобиля, производившаяся с конца 1942 года. Отличается улучшенной радиостанцией FuG. F, а также 8-мм бронещитом на верхней надстройке.

## Боевое применение
Первоначально бронемашины попадали на вооружение немецкой армии, одна с 1943 стали также поставляться войскам СС. К августу 1942 Sd. Kfz. 233 уже состоял на вооружении 90-ой дивизии в Северной Африке, а в январе 1943 также были на вооружении 999-ой африканской дивизии, где хорошо зарекомендовали себя в боевых действиях.
В 1943 году машины Sd. Kfz. 233 поступили на вооружение горнопехотной дивизии СС «Принц Ойген», где принимали участие в подавлении югославских партизан а также в боях с итальянскими партизанами за возвращение города Сплит.
Бронемашины также принимали участие в сражениях на Восточном фронте в составе 700-ой бронированной разведывательной роты и дивизии «Великая Германия», вся техника была потеряна в боях за Харьков.
Также часть машин использовалась в Италии, в Франции, в Греции и во время Арденнского наступления, большая часть была захвачена союзниками.